# Polykarp Kusch
Polykarp Kusch (26 janvier 1911 - 20 mars 1993) est un physicien germano-américain. Il a reçu une moitié du prix Nobel de physique de 1955 « pour sa détermination précise du moment magnétique de l'électron ».

## Biographie
Licencié en physique à l'Institut de technologie Case en 1931 (aujourd'hui université Case Western Reserve), il a obtenu son master of Science en 1933 et son doctorat en 1936, à l'Université de l'Illinois à Urbana-Champaign. Il a été longtemps professeur à l'université Columbia, à New York, puis à l'université du Texas à Dallas.
En 1955, il a obtenu la moitié du prix Nobel de physique (l'autre moitié a été remise à Willis Eugene Lamb) pour avoir déterminé le moment magnétique de l'électron, une découverte à l'origine de nombreux progrès en électrodynamique quantique.